# Zygmunt Ropelewski
Zygmunt Szczepan Ropelewski (ur. 1 stycznia 1942 w Augustowie) – polski działacz związkowy, samorządowiec, senator IV kadencji.

## Życiorys
Absolwent Technikum Budowlano-Drogowego w Białymstoku. Później ukończył studia licencjackie w Wyższej Szkole Służby Społecznej w Suwałkach i magisterskie studia z zakresu administracji na Uniwersytecie Marii Curie-Skłodowskiej. Przez lata pracował w Augustowskim Przedsiębiorstwie Budowlanym, dochodząc do stanowiska zastępcy dyrektora.
W latach 90. był radnym Augustowa, pełnił funkcję przewodniczącego rady miejskiej. Od 1992 do 1993 był wiceprzewodniczącym zarządu Regionu Pojezierze NSZZ „Solidarność”. W wyborach w 1997 został wybrany na senatora z ramienia Akcji Wyborczej Solidarność w województwie suwalskim. Przystąpił później do Ruchu Społecznego AWS, został członkiem władz regionalnych tego ugrupowania. Mandat senatora utracił na kilka miesięcy przed końcem kadencji na skutek prawomocnego wyroku sądu lustracyjnego. Później wycofał się z działalności politycznej.